# Romorantin-Lanthenay
Romorantin-Lanthenay es una comuna francesa situada en el departamento de Loir y Cher, en la región de Centro-Valle del Loira.

## Clima
| Parámetros climáticos promedio de Romorantin-Lanthenay (Francia) | Parámetros climáticos promedio de Romorantin-Lanthenay (Francia) | Parámetros climáticos promedio de Romorantin-Lanthenay (Francia) | Parámetros climáticos promedio de Romorantin-Lanthenay (Francia) | Parámetros climáticos promedio de Romorantin-Lanthenay (Francia) | Parámetros climáticos promedio de Romorantin-Lanthenay (Francia) | Parámetros climáticos promedio de Romorantin-Lanthenay (Francia) | Parámetros climáticos promedio de Romorantin-Lanthenay (Francia) | Parámetros climáticos promedio de Romorantin-Lanthenay (Francia) | Parámetros climáticos promedio de Romorantin-Lanthenay (Francia) | Parámetros climáticos promedio de Romorantin-Lanthenay (Francia) | Parámetros climáticos promedio de Romorantin-Lanthenay (Francia) | Parámetros climáticos promedio de Romorantin-Lanthenay (Francia) | Parámetros climáticos promedio de Romorantin-Lanthenay (Francia) |
| Mes                                                              | Ene.                                                             | Feb.                                                             | Mar.                                                             | Abr.                                                             | May.                                                             | Jun.                                                             | Jul.                                                             | Ago.                                                             | Sep.                                                             | Oct.                                                             | Nov.                                                             | Dic.                                                             | Anual                                                            |
| ---------------------------------------------------------------- | ---------------------------------------------------------------- | ---------------------------------------------------------------- | ---------------------------------------------------------------- | ---------------------------------------------------------------- | ---------------------------------------------------------------- | ---------------------------------------------------------------- | ---------------------------------------------------------------- | ---------------------------------------------------------------- | ---------------------------------------------------------------- | ---------------------------------------------------------------- | ---------------------------------------------------------------- | ---------------------------------------------------------------- | ---------------------------------------------------------------- |
| Temp. máx. abs. (°C)                                             | 17.9                                                             | 22                                                               | 28.8                                                             | 29.3                                                             | 32.4                                                             | 37.3                                                             | 39.4                                                             | 41.2                                                             | 35.4                                                             | 30.8                                                             | 23.8                                                             | 20.2                                                             | 41.2                                                             |
| Temp. máx. media (°C)                                            | 7.2                                                              | 9                                                                | 12.6                                                             | 15.2                                                             | 19.4                                                             | 22.6                                                             | 25.6                                                             | 25.7                                                             | 22                                                               | 16.7                                                             | 10.9                                                             | 8.1                                                              | 16.3                                                             |
| Temp. media (°C)                                                 | 3.9                                                              | 4.8                                                              | 7.2                                                              | 9.5                                                              | 13.4                                                             | 16.4                                                             | 18.8                                                             | 18.5                                                             | 15.3                                                             | 11.4                                                             | 6.7                                                              | 4.8                                                              | 10.9                                                             |
| Temp. mín. media (°C)                                            | 0.6                                                              | 0.5                                                              | 1.9                                                              | 3.6                                                              | 7.4                                                              | 10.1                                                             | 11.9                                                             | 11.4                                                             | 8.6                                                              | 6.1                                                              | 2.5                                                              | 1.4                                                              | 5.5                                                              |
| Temp. mín. abs. (°C)                                             | -20.9                                                            | -19.9                                                            | -14.7                                                            | -7.1                                                             | -4.2                                                             | -0.8                                                             | 2.4                                                              | 1.2                                                              | -2.5                                                             | -8.8                                                             | -12                                                              | -18.4                                                            | -20.9                                                            |
| Precipitación total (mm)                                         | 54.5                                                             | 61.8                                                             | 51.8                                                             | 56.7                                                             | 75.3                                                             | 51.5                                                             | 54.3                                                             | 43.3                                                             | 60.6                                                             | 63.7                                                             | 61.7                                                             | 67.5                                                             | 702.7                                                            |
| Horas de sol                                                     | 62.6                                                             | 95.7                                                             | 144.5                                                            | 167.2                                                            | 201.9                                                            | 206                                                              | 227.7                                                            | 241.4                                                            | 172.9                                                            | 103.6                                                            | 66.2                                                             | 42.1                                                             | 1701                                                             |
| Fuente: Météo climat stats «Clima de Romorantin».                |                                                                  |                                                                  |                                                                  |                                                                  |                                                                  |                                                                  |                                                                  |                                                                  |                                                                  |                                                                  |                                                                  |                                                                  |                                                                  |

## Demografía
| 5 872                     | 6 105 | 6 320 | 6 970 | 7 259 | 7 181 | 7 400 | 7 962 | 7 919 | 7 642 | 7 867 | 7 602 | 7 826 | 8 010 | 7 545 | 7 812 | 7 972 | 8 130 | 8 374 | 8 102 | 7 754 | 8 001 | 7 550 | 7 734 | 7 900 | 8 040 | 11 777 | 14 096 | 16 719 | 17 692 | 17 865 | 18 350 | 17 559 | 17 871 |
| (Fuente: INSEE y Cassini) |       |       |       |       |       |       |       |       |       |       |       |       |       |       |       |       |       |       |       |       |       |       |       |       |       |        |        |        |        |        |        |        |        |

## Ciudades hermanadas
Las ciudades hermanadas con Romorantin-Lanthenay son:
- Long Eaton (Gran Bretaña)
- Langen (Alemania)
- Hollywood (Florida, Estados Unidos)
- Aranda de Duero (España)